# Bourecq
Bourecq is een gemeente in het Franse departement Pas-de-Calais (regio Hauts-de-France) en telt 519 inwoners (2005). De plaats maakt deel uit van het arrondissement Béthune.

## Geografie
De oppervlakte van Bourecq bedraagt 4,0 km², de bevolkingsdichtheid is 129,8 inwoners per km².
De onderstaande kaart toont de ligging van Bourecq met de belangrijkste infrastructuur en aangrenzende gemeenten.

## Demografie
Onderstaande figuur toont het verloop van het inwonertal (bron: INSEE-tellingen).